# Amgala (Maroc)
Pour les articles homonymes, voir Amgala (homonymie).
Amgala (en arabe : امكالة) est une commune rurale marocaine de la province d'Es Semara, dans la région de Guelmim-Es Semara.

## Géographie
La commune d'Amgala a pour coordonnées géographiques : 26° 16′ 07″ N, 11° 41′ 30″ O. Elle se trouve :
- dans une aire de nomadisme[3] ;
- aux alentours du mur séparant les zones du Sahara occidental sous contrôle du Maroc et du Front Polisario, à proximité de la région mauritanienne de Bir Moghreïn ;
- au sud-ouest de la province d'Es Semara[4] (conçue par le Maroc, sur un plan théorique, comme s'étalant partiellement sur la zone sous contrôle du Front Polisario) ;
- à une distance à vol d'oiseau d'environ 37 km de la ville d'Es Semara[5], à laquelle elle est reliée par la 1105[6],[7], et de 170 km de celle de Laâyoune[8].

Son altitude est de  309 m.

## Démographie
Selon les données des recensements marocains, de 1994 à 2004, la population de la commune d'Amgala est passée de 1 960 à 4 398 habitants.

## Équipements
Amgala dispose d'un centre de soins sans unité d'accouchement (donnée de 2007) et d'une installation de pompage (donnée de 2001).